# Rose Bertin
Marie-Jeanne Rose Bertin (Abbeville, 2 juli 1747 - Épinay-sur-Seine, 22 september 1813) was een Franse modeontwerpster die door Marie Antoinette van Oostenrijk werd aangesteld als haar "minister van mode". Ze zou met haar mode aan de basis liggen van de Franse haute couture.

## Biografie

### Vroege carrière
Marie-Jeanne Bertin werd geboren in Abbeville en op zestienjarige leeftijd kwam ze in de leer bij een marchande de mode (modiste) in Parijs. Ze werkte hier eerst als winkelassistente. In 1772 opende ze haar eigen winkel, genaamd Grand Mogol, aan de rue Saint-Honoré. Ze wist vervolgens een paar belangrijke klanten van het koninklijke hof aan zich te binden, zoals Louise Marie Adélaïde van Bourbon. Op haar hoogtepunt had ze meer dan 1.500 klanten. De Chevalier d'Éon en Georgiana Spencer kochten hun mode bij haar in en ook andere vorstenhuizen waren klanten van haar. De commerciële activiteiten van Bertin in de jaren '70 en '80 behoorden tot de belangrijkste activiteiten van de Franse detailhandel in die tijd. In 1776 werden de marchandes des modes officieel erkend als een gilde en werd Rose Bertin de eerste gildemeesteres.

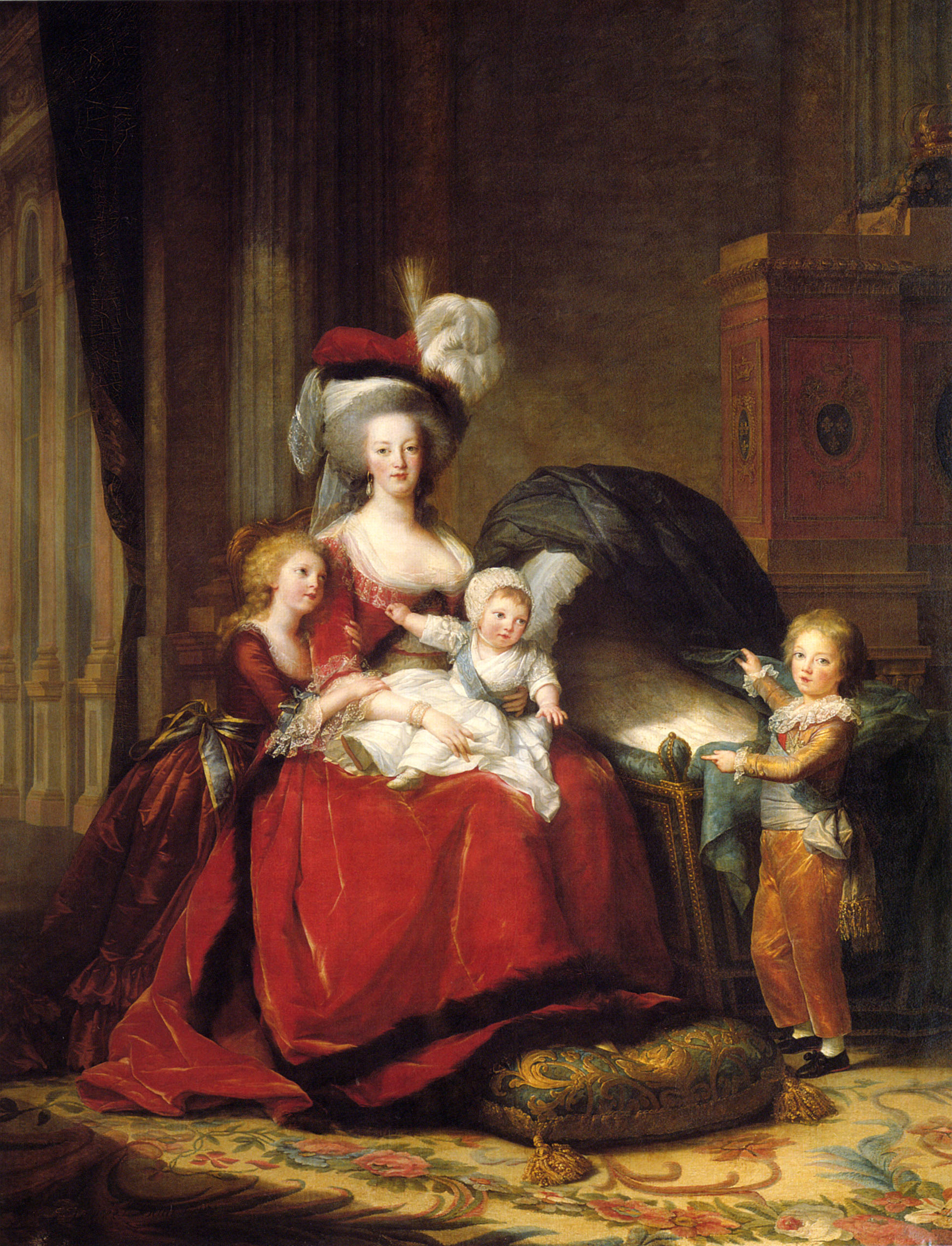
Portret van Marie-Antoinette, geschilderd door Élisabeth Vigée-Le Brun. Op het schilderij draagt de koningin een creatie van Bertin.

### Werkrelatie met Marie-Antoinette
Louise Marie Adélaïde van Bourbon introduceerde Bertin in 1774 bij de Franse koningin Marie Antoinette van Oostenrijk. De koningin zou uitgroeien tot Bertins beroemdste klant. Zij was verrukt van de creaties van Bertin en tegelijkertijd het perfecte model voor Bertin. Deze was samen met de koninklijke kapper, Léonard Autié, verantwoordelijk voor het bedenken van de pouf. In een paar jaar tijd wist Bertin uit te groeien tot een belangrijke speler aan het koninklijke hof en verkreeg ze in de Franse pers de bijnaam ministre des modes (minister van mode). Door haar positie aan het hof werd haar roem alleen maar groter en aldaar kreeg ze ook een reputatie als een trotse en arrogante vrouw. Zo weigerde ze te werken voor mensen van niet edele afkomst omdat haar opdrachten van de koningin en het hof al haar aandacht nodig had.
Volgens de gegevens van de koninklijke huishouding gaf Marie-Antoinette in 1785 87.597 livres uit aan de diensten van Rose Bertin. In 1788 waren deze uitgaven verminderd tot 61.992 livres. Tijdens de Franse Revolutie zette deze daling door, maar bedroegen de uitgaven nog altijd iets meer dan 53 duizend livres. In 1787 verspreidden zich in Parijs ook geruchten dat Rose Bertin faillissement had aangevraagd omdat ze een schuld van 2 tot 3 miljoen livres had. Aangezien Marie Antoinette de belangrijkste klant van Bertin was, bestond een groot deel van de schulden van Bertin uit die van de koningin. Door de geruchten van een mogelijk faillissement wist ze 40.000 livres uit de koninklijke schatkist te krijgen.

### Vlucht uit Frankrijk en terugkeer
Na het uitbreken van de Franse Revolutie stortte de zaak van Bertin grotendeels in. Desondanks bleef Bertin trouw aan de kroon en bleef ze kleding voor Marie-Antoinette leveren. Haar eigen positie was ook niet zeker. De adel zag haar als een indringer en de republikeinen vonden dat ze medeverantwoordelijk was voor de excessen van de koningin. Rose Bertin zag zich genoodzaakt om in 1792 uit Parijs te vluchten en verbleef achtereenvolgens in Brussel, Frankfurt en Londen, waar kleding voor Franse emigrés maakte. Door de republikeinse overheid werd ze gezien als een voortvluchtige.
Uiteindelijk kon Bertin terugkeren naar Frankrijk in 1800, maar haar klantenkring was enorm gekrompen. Ze had nog slechts enkele buitenlanders als klant, maar ook Josephine de Beauharnais. Ze overleed in 1813, vlak voor de restauratie van de Franse monarchie.

## Historische waardering
Rose Bertin wordt gezien als degene die het ontwerpen van kleding van ambacht tot een kunstvorm wist te verheffen. Ook staat ze voor velen symbool voor het meisje van het platteland dat door hard werken in de sociale hiërarchie weet op te stijgen.
- Biblioteca Nacional de España: XX1794405
- Bibliothèque nationale de France: cb14523264h (data)
- Gemeinsame Normdatei: 119458330
- International Standard Name Identifier: 0000 0001 1656 6648
- Library of Congress Control Number: n2004093137
- Nationale Bibliotheek van Letland: 000245018
- Nederlandse Thesaurus van Auteursnamen: 292160836
- Système universitaire de documentation: 077768183
- Virtual International Authority File: 62358743
- WorldCat: E39PBJtX8g46jCyqd7JdpM6kDq